# Cantonul Saramon
Cantonul Saramon este un canton din arondismentul Auch, departamentul Gers, regiunea Midi-Pyrénées, Franța.

## Comune
- Aurimont
- Bédéchan
- Boulaur
- Castelnau-Barbarens
- Faget-Abbatial
- Lamaguère
- Lartigue
- Moncorneil-Grazan
- Monferran-Plavès
- Pouy-Loubrin
- Saint-Martin-Gimois
- Saramon (reședință)
- Sémézies-Cachan
- Tachoires
- Tirent-Pontéjac
- Traversères